# 河海工科大学
河海工程专门学校是中国历史上第一所培养水利技术人才的高等学校，1915年创办于南京，隶属于全国水利局。1924年与国立东南大学工科合组为河海工科大学，1927年并入第四中山大学（次年定名为国立中央大学）工学院，是现河海大学的前身。

## 沿革
清朝末年，张謇主张“实业救国”和“教育救国”，呼吁治水“导淮”。中华民国成立后，张謇出任北洋政府农商总长，1913年在北京成立导淮局（次年改为全国水利局）并兼任总裁。1915年，经张謇亲自筹划，河海工程专门学校在南京成立，办学目标是为治理京杭大运河培养水工人才，学校经费由大运河经过的直隶、山东、江苏、浙江四省分担。河海学制最初为两年，许肇南、沈奎候相继任校长，主要教师有李仪祉等。
1924年6月，河海工程学校学生罢课请愿，要求学校改为大学。在这之前，国立东南大学1924年4月时以经费困难为由决定停办工科。经东南大学工科主任茅以升奔走联络，全国水利局总裁常耀奎8月到南京与江苏督军齐燮元协商，决定将河海工程专门学校与东南大学工科合组为河海工科大学，仍隶属于全国水利局。河海工科大学初设水利、土木、机械、电机系，先后由茅以升（1924年7月-1925年8月）、杨孝述（1925年8月-1927年6月）出任校长。
1927年，河海工科大学与南京工业专门学校、苏州工业专门学校以及原东南大学工科合并为国立中央大学（初名第四中山大学、江苏大学）工学院。自1915年开办至1927年并入第四中山大学，河海工程专门学校及河海工科大学共毕业学生10届232人，合并时在读的5届学生全部转入工学院土木系，其中毕业90人。